# Steve Jones
Steve Jones, född 27 december 1958 i Artesia i New Mexico i USA, är en amerikansk golfspelare.
Jones var semifinalist i U.S. Junior Amateur 1976. Han studerade vid University of Colorado och blev professionell 1981 men de första åren av hans proffskarriär var mediokra. Han klarade till exempel bara cutten tre gånger under 1982. Hans första placering bland de tio bästa kom 1985 i Texas Open och 1986 vann han PGA Tour Qualifying Tournament och fick därmed behålla sitt medlemskap på touren. Detta blev början på en mer framgångsrik period och han vann sin första tourtävling i 1988 års AT&T Pebble Beach National Pro-Am. 1989 var hans mest segerrika år då han vann tre PGA-tävlingar och slutade på åttonde plats i penningligan.
I november 1991 skadade Jones sitt vänstra ringfinger i en motorcykelolycka och han missade på grund av det nästan tre år då han var på toppen av sin karriär. Efter att ha spelat två tävlingar 1994 påbörjade han på allvar sin comeback 1995 då han placerade sig bland de tio bästa i två tävlingar. 1996 hade han tre topp tioplaceringar i maj, så det var en överraskning då han i juni samma år vann US Open med ett slag över Tom Lehman och Davis Love III. Detta blev hans enda majorseger under karriären.
Jones vann ytterligare två tävlingar på PGA-touren fram till 1998. Efter det har han stadigt gått nedåt i penningligan men han är garanterad en plats på touren fram till 2006 på grund av sin seger i US Open. Han missade en del av 2003 och hela 2004 på grund av en operation för tennisarmbåge men började att spela igen 2005.
Jones spelade för det amerikanska laget i 1996 års World Cup of Golf och var assisterande kapten för USA i 2004 års Ryder Cup.

## Meriter

### Majorsegrar
- 1996 US Open

### Segrar på PGA-touren
- 1988 AT&T Pebble Beach National Pro-Am
- 1989 MONY Tournament of Champions,  Bob Hope Chrysler Classic,  Canadian Open
- 1997 Phoenix Open,  Bell Canadian Open
- 1998 Quad City Classic